# Maryna Linchuk
Maryna Linchuk est un mannequin biélorusse, née le 4 septembre 1987 à Minsk en Biélorussie.

## Biographie
Maryna commence le mannequinat dans sa ville natale à Minsk, puis à Moscou. Elle est vite repérée et signe avec DNA Model Management.
En 2008, elle est l'égérie du parfum Miss Dior Chérie, dont la publicité est réalisée par Sofia Coppola. Elle fait pose aussi pour Belstaff, Gap, Versace, Donna Karan, JOOP! (en) et Dolce&Gabbana.
De 2008 à 2011 et en 2013, elle défile pour Victoria's Secret. Elle pose aussi régulièrement dans leurs catalogues et figure dans une publicité de maillots de bain en avril 2012, dirigée par Russell James (en) et Michael Bay.
En 2009, elle fait la publicité des marques ForeverMark, H&M, Dior et Gap. Elle pose en couverture de Numero Korea et French. Elle figure dans la liste « Les 30 mannequins des années 2000 » du magazine de mode Vogue Paris.
En 2010, elle figure dans le film Somewhere de Sofia Coppola. Les marques Derek Lam, Blumarine (en), Prada et Express, Inc. (en) la choisissent pour leurs publicités. Elle pose pour les magazines Tatler, Numero Tokio et Vogue Turkey. Elle défile pour Isabel Marant, Hermès et Dior.
En 2011, elle pose pour Dolce&Gabbana, Express, Juicy Couture, iCB et Monsoon. Elle foule les podiums de Ralph Lauren, Dolce&Gabbana, Diesel, Ohne Titel, Zac Posen, John Galliano, Paul & Joe et Dior. Elle fait la couverture de Vogue Deutschland, Vogue Russia et Vogue Mexico.
En 2012, elle fait la publicité de Shiseido, Massimo Dutti, El Libro Amarillo, Frame Denim et JOOP!. Elle participe aux défilés de Ralph Lauren, Matthew Williamson, Zac Posen et Salvatore Ferragamo. Elle pose en couverture des magazines Vogue Tokio, Vogue España, W Korea, Vogue Russia, et Allure Russia.
En 2013, elle pose pour les marques Mavi Jeans (en), Crème de la Mer, H&M et Peter Hahn, et défile pour Louis Vuitton. Elle fait la couverture de W, Achtung et Vogue Russia.
En 2014, elle apparaît dans le clip Waves de Mr Probz. Elle est en couverture de Allure Russia.